# ريد بيثيا
ريد بيثيا (بالإنجليزية: Red Bethea)‏ هو لاعب كرة قدم أمريكية أمريكي، ولد في 11 يناير 1905، وتوفي في 11 سبتمبر 1986 في سانت أوغسطين في الولايات المتحدة.